# Aerofex hover vehicle
L'Aerofex hover vehicle (littéralement « véhicule planeur Aerofex ») ou Aero-X, est un engin volant créé par la compagnie américaine Aerofex conçu pour transporter une ou deux personnes ou pour être utilisé comme un drone pour une multitude d'utilisations.

## Description
L'appareil ressemble à une motocyclette volante doté d'un rotor à chacune de ses deux extrémités. Il est conçu pour s'élever jusqu'à trois mètres du sol et se déplacer jusqu'à une vitesse de 72 km/h avec une autonomie d'un peu plus d'une heure.